# Miss Terra Italia

Logo di Miss Terra

Miss Terra Italia è un concorso di bellezza femminile che si tiene annualmente in Italia per selezionare le rappresentanti nazionali per il concorso di Miss Terra.
Il concorso è stato istituito nel 2001, ma si tiene annualmente dal 2006.
La Miss Terra Italia 2020 eletta è Giulia Ragazzini, di Roma che ha rappresentato l'Italia nella Finale Mondiale di Miss Terra, svoltasi a Manila, nelle Filippine, il 29 novembre 2020.

## Vincitrici
- : Vincitrice
- : Qualificata tra le 5/6 finaliste
- : Qualificata come semifinalista
- : Ha ricevuto un premio speciale

| Anno | Vincitrice           | Provenienza | Piazzamento | Altri Premi     |
| ---- | -------------------- | ----------- | ----------- | --------------- |
| 2001 | Monica Rosetti       | Lombardia   | -           | -               |
| 2006 | Maria Lucia Leo      | Lazio       | -           | Miss Friendship |
| 2007 | Bernadette Mazzu     | Lombardia   | -           | -               |
| 2008 | Caterina Pasquale    | Calabria    | -           | -               |
| 2009 | Luna Voce            | Calabria    | -           | -               |
| 2010 | Ilenia Arnolfo       | Piemonte    | Top 14      | Miss Talent     |
| 2011 | Angelica Parisi      | Piemonte    | -           | -               |
| 2012 | Giulia Capuani       | Lombardia   | Top 16      | Miss Friendship |
| 2013 | Debora Bon           | Veneto      | -           | -               |
| 2014 | Beatrice Valente     | Toscana     | -           | -               |
| 2015 | Aurora Pienagoda     | Veneto      | -           | -               |
| 2016 | Denise Frigo         | Veneto      | Top 16      | -               |
| 2017 | Fabiana Enrica Barra | Veneto      | -           | -               |
| 2018 | Sofia Pavan          | Veneto      | Top 8       | -               |
| 2019 | Letizia Percoco      | Lombardia   | -           | -               |
| 2020 | Giulia Ragazzini     | Lazio       | -           | -               |

## Regioni di provenienza
| Titoli | Regione   | Anni                         |
| ------ | --------- | ---------------------------- |
| 5      | Veneto    | 2013, 2015, 2016, 2017, 2018 |
| 4      | Lombardia | 2001, 2007, 2012, 2019       |
| 2      | Calabria  | 2008, 2009                   |
| 2      | Lazio     | 2006, 2020                   |
| 2      | Piemonte  | 2010, 2011                   |
| 1      | Toscana   | 2014                         |